# Shpend Dragobia
Shpend Dragobia, znany także jako Zeqir Elezi, Zeqir Halili lub Shpend Bali Bisheva (ur. 1853 w Margegaju, zm. 18 sierpnia 1918) – albański polityk, działacz niepodległościowy, kaczak.

## Życiorys
Należał do Ligi Prizreńskiej prowadząc działalność partyzancką przeciwko Imperium Osmańskiemu, którą kontynuował również po upadku Ligi w 1881 roku. W lutym 1885 roku siły Dragobii zajęły wsie leżące w okolicach Prizrenu, a 1 marca dotarły do samego miasta, które zostało wkrótce odbite przez armię osmańską dowodzoną przez Wesela Paszę. 
Prowadził nie tylko działania zbrojne przeciwko wojskom Imperium Osmańskiemu, ale walczył również przeciwko wojskom serbskim, czarnogórskim i greckim; według czarnogórskiego raportu wojennego z 15 października 1912 roku, oddziały Shpenda Dragobii i Bajrama Curri miały codziennie od 2 maja tegoż roku atakować siły czarnogórskie.
7 marca 1912 roku oddziały Dragobii zaatakowały w okolicach wsi Strellc i Epërm złożony z dwóch osmańskich batalionów konwój ochraniający ministra spraw wewnętrznych Haxhiego Adila Beja, który odwiedzał większe miasta położone na terenie Kosowa w celu przekonania ludności albańskiej do zaakceptowania władzy Imperium Osmańskiego; w ciągu kilkugodzinnej walki po obu stronach zginęło 30 żołnierzy, a 50 zostało rannych. W trakcie potyczki minister podjął próbę ucieczki, jednak został ujęty przez Albańczyków na Moście Fshajt, gdzie został zmuszony przez Dragobię do podpisania decyzji o zezwoleniu na funkcjonowanie albańskojęzycznych szkół na terenie Kosowa; sam Dragobia był zaangażowany w rozpoczęcie ich działalności.
22 lipca 1912 roku 12-tysięczne siły powstańcze dowodzone przez Shpenda Dragobię, Bajrama Curri i Bajrama Daklaniego zdobyły kontrolę nad Prisztiną; połowa z nich na czele z Daklanim udała się w kierunku Skopje, zdobywając to miasto 5 sierpnia tegoż roku. 13 sierpnia do Skopje przybyli Shpend Dragobia wraz z Bajramem Currim, dzięku któremu uwolniono ponad 1000 Albańczyków aresztowanych przez młodotureckie władze.
Uczestniczył w zgromadzeniu we Wlorze, gdzie 28 listopada 1912 roku podpisano Albańską Deklarację Niepodległości, przebywał następnie w regionie Wyżyn Djakowickich.
Zginął dnia 18 sierpnia 1918 roku w wyniku strzału w plecy dokonanego przez austro-węgierskich żołnierzy.

## Upamiętnienia i wyróżnienia
Franz Nopcsa w swojej książce Podróże przez Bałkany (alb. Udhëtime nëpër Ballkan) opisał Shpenda Dragobię jako jednego z najważniejszych albańskich partyzantów.
Decyzją Komitetu Wykonawczego Rady Ludowej Okręgu Tropoja, dnia 18 stycznia 1983 roku został uhonorowany tytułem Męczennika Ojczyzny (Dëshmorë i Atdheut).
Imieniem Shpenda Dragobii nazwano jedną z jaskiń położonych w okolicy Tropoi.

## Odniesienia w kulturze
W 1982 roku miała miejsce premiera filmu Nëntori i dytë w reżyserii Viktora Gjiki; w rolę Shpenda Dragobii wcielił się Mario Ashiku.

## Życie prywatne
Był najstarszym dzieckiem i jedynym synem Balego Arifa Bishevy, oraz wnukiem Binaka Alii; należeli oni Ligi Prizreńskiej.
Prawnukami Shpenda Dragobii są m.in. bracia Agim i Shkëlzen Mulosmanajowie.